# Druhá liga 1994-1995
La Druhá liga 1994-1995 è stata la 2ª edizione della Druhá liga. È stata vinta dallo Slovácká.
Bedřich Hamsa (LeRK Brno) ha vinto la classifica marcatori con 22 gol.

## Squadre partecipanti
| Squadra           | Stadio                           | Città                            |
| ----------------- | -------------------------------- | -------------------------------- |
| Baník Havířov     | Stadion Dukla                    | Havířov                          |
| Brandýs nad Labem | Stadion Na Spořilov              | Brandýs nad Labem-Stará Boleslav |
| Dipol Bohumín     | Stadion FK Bohumín               | Bohumín                          |
| Chmel Blšany      | Městský stadion (Blšany)         | Blšany                           |
| ČSK Uherský Brod  | Orelský stadion                  | Uherský Brod                     |
| Frýdek-Místek     | Stovky                           | Frýdek-Místek                    |
| Kladno            | Stadion Františka Kloze          | Kladno                           |
| LeRK Brno         | \                                | Brno                             |
| Kaučuk Opava      | Stadion v Městských sadech       | Opava                            |
| Pardubice         | Pod Vinicí                       | Pardubice                        |
| Příbram           | Stadion Na Litavce               | Příbram                          |
| Slovácká          | \                                | Uherské Hradiště                 |
| Teplice           | Stadion Na Stínadlech            | Teplice                          |
| Fotbal Třinec     | Stadion Rudolfa Labaje           | Třinec                           |
| Pěnčín-Turnov     | \                                | Turnov                           |
| Ústí nad Labem    | Městský stadion (Ústí nad Labem) | Ústí nad Labem                   |
| Xaverov           | Stadion Na Chvalech              | Praga                            |
| Vítkovice         | Městský stadion (Vítkovice)      | Vítkovice                        |

## Classifica
|  | Pos. | Squadra           | Pt | G  | V  | N  | P  | GF | GS | DR  |
|  | ---- | ----------------- | -- | -- | -- | -- | -- | -- | -- | --- |
|  | 1.   | Slovácká          | 75 | 34 | 23 | 6  | 5  | 83 | 31 | +52 |
|  | 2.   | Kaučuk Opava      | 70 | 34 | 22 | 4  | 8  | 66 | 26 | +40 |
|  | 3.   | LeRK Brno         | 66 | 34 | 21 | 3  | 10 | 84 | 46 | +38 |
|  | 4.   | Teplice           | 52 | 34 | 16 | 4  | 14 | 55 | 47 | +8  |
|  | 5.   | Příbram           | 50 | 34 | 13 | 11 | 10 | 45 | 39 | +6  |
|  | 6.   | Vítkovice         | 49 | 34 | 14 | 7  | 13 | 51 | 41 | +10 |
|  | 7.   | Frýdek-Místek     | 49 | 34 | 13 | 10 | 11 | 40 | 36 | +4  |
|  | 8.   | Ústí nad Labem    | 49 | 34 | 13 | 10 | 11 | 58 | 60 | -2  |
|  | 9.   | Pěnčín-Turnov     | 49 | 34 | 14 | 7  | 13 | 33 | 45 | -12 |
|  | 10.  | Chmel Blšany      | 48 | 34 | 13 | 9  | 12 | 49 | 45 | +4  |
|  | 11.  | Baník Havířov     | 46 | 34 | 13 | 7  | 14 | 46 | 44 | +2  |
|  | 12.  | Fotbal Třinec     | 46 | 34 | 13 | 7  | 14 | 43 | 45 | -2  |
|  | 13.  | Bohumín           | 46 | 34 | 14 | 4  | 16 | 46 | 52 | -6  |
|  | 14.  | Pardubice         | 42 | 34 | 12 | 6  | 16 | 41 | 56 | -13 |
|  | 15.  | ČSK Uherský Brod  | 41 | 34 | 12 | 5  | 17 | 29 | 46 | -15 |
|  | 16.  | Kladno            | 35 | 34 | 8  | 11 | 15 | 36 | 51 | -15 |
|  | 17.  | Xaverov           | 30 | 34 | 7  | 9  | 18 | 37 | 74 | -37 |
|  | 18.  | Brandýs nad Labem | 13 | 34 | 3  | 4  | 27 | 30 | 88 | -58 |

Legenda:

      Ammesse alla 1. liga 1995-1996

      Retrocesse in Moravskoslezská fotbalová liga 1995-1996 e Česka fotbalová liga 1995-1996

## Statistiche

### Individuali

#### Classifica marcatori
| Gol |  |  | Giocatore        | Squadra        |
| --- |  |  | ---------------- | -------------- |
| 22  |  |  | Bedřich Hamsa    | LeRK Brno      |
| 19  |  |  | Petr Podaný      | Slovácká       |
| 19  |  |  | Martin Procházka | Ústí nad Labem |
| 19  |  |  | Martin Rozhon    | Kaučuk Opava   |
| 17  |  |  | Pavel Verbíř     | Teplice        |